# Dumitru Celeadnic
Dumitru Celeadnic (Chișinău, 23 aprile 1992) è un calciatore moldavo, portiere dell’Ordabasy e della nazionale moldava.

## Carriera

### Club
Gioca nella massima serie moldava dove, con la maglia dello Sheriff Tiraspol, ha vinto quattro campionati e tre coppe nazionali. Nel 2021, in occasione di Inter-Sheriff, è divenuto il primo calciatore moldavo a debuttare in UEFA Champions League.

### Nazionale
Nel 2019 ha esordito con la nazionale moldava.

## Palmarès

### Club

#### Competizioni nazionali
- Campionato moldavo: 4

Sheriff Tiraspol: 2019, 2020-2021, 2021-2022, 2022-2023
- Coppa di Moldavia: 3

Sheriff Tiraspol: 2018-2019, 2021-2022, 2022-2023